# Stuck with U
Stuck with U è un singolo della cantante statunitense Ariana Grande e del cantante canadese Justin Bieber, pubblicato l'8 maggio 2020.

## Pubblicazione
Il 2 maggio 2020 entrambi gli interpreti hanno annunciato la collaborazione tramite i loro social media.

## Descrizione
Stuck with U è composto in chiave La bemolle maggiore ed ha un tempo di 60 battiti per minuto.

## Accoglienza
Anna Gaca di Pitchfork ha elogiato il brano per la sua semplicità, paragonandolo positivamente alla reinterpretazione di Imagine eseguita da Gal Gadot con molte altre celebrità mentre si trovavano in quarantena per la pandemia di COVID-19.

## Video musicale
Il video musicale è stato reso disponibile l'8 maggio 2020, in concomitanza con l'uscita del singolo.

## Controversie
Nello stesso giorno d'uscita del brano, il rapper statunitense 6ix9ine ha pubblicato il proprio singolo Gooba. Seppur quest'ultimo abbia debuttato alla vetta della classifica dello streaming statunitense compilata da Billboard, il medesimo ha esordito al 3º posto della Hot 100 statunitense nella pubblicazione del 23 maggio 2020. Il 18 maggio 2020 il rapper ha insinuato tramite i social media che la rivista abbia manipolato tale classifica, accusando nell'occasione sia la Grande che Bieber di «aver fatto in modo» di debuttare direttamente al numero uno della Billboard Hot 100. Secondo un video reso disponibile tramite il suo profilo Instagram, il rapper ha sostenuto che i due artisti abbiano usato sei carte di credito per comprare 30 000 copie del loro brano. Questi ultimi due hanno respinto le accuse, in particolare Ariana Grande tramite un proprio post sullo stesso social network ha affermato che:
Di conseguenza, Billboard ha colto l'opportunità di realizzare un articolo con l'intento di chiarire le regole e quali fattori sono stato presi in considerazione per la compilazione della classifica. La rivista ha anche chiarito che i dati diffusi dal rapper qualche giorno prima erano fasulli in quanto i numeri ufficiali non vengono rivelati in anticipo ad alcuna casa discografica, management o artista.

## Tracce
Testi e musiche di Ariana Grande, Justin Bieber, Gian Stone, Freddy Wexler, Skyler Stonestreet, Whitney Phillips e Scooter Braun.
CD, download digitale
1. Stuck with U – 3:48

MC, 7"
- Lato A

1. Stuck with U – 3:48

- Lato B

1. Stuck with U – 3:48

## Formazione
Musicisti
- Ariana Grande – voce
- Justin Bieber – voce
- Gian Stone – chitarra, tastiera, percussioni, programmazione
- Freddy Wexler – percussioni, programmazione
- Kurt Thum – organo

Produzione
- Gian Stone – produzione, ingegneria del suono
- Freddy Wexler – produzione aggiuntiva, ingegneria del suono
- Ariana Grande – produzione vocale, ingegneria del suono
- Josh Gudwin – produzione vocale, missaggio, ingegneria del suono
- Elijah Marrett-Hitch – assistenza al missaggio
- Randy Merrill – mastering
- Rafael Fadul – ingegneria del suono
- Lionel Crasta – ingegneria del suono
- Devin Nakao – ingegneria del suono
- Billy Hickey – ingegneria del suono
- Jason Evigan – ingegneria del suono

## Successo commerciale
Stuck with U ha esordito alla vetta della Billboard Hot 100, diventando la terza numero uno di Ariana Grande e la sesta di Justin Bieber. Per entrambi è risultato il terzo debutto al vertice della classifica, eguagliando il record stabilito da Mariah Carey e Drake. Inoltre Grande è diventata la prima artista a debuttare al numero uno in tre anni consecutivi. Nella sua prima settimana ha venduto 108 000 vendite pure, segnando il numero di download più alto distribuito in una singola settimana da Me! di Taylor Swift e divenendo la sesta numero uno digitale di Grande e la dodicesima per Bieber. Quest'ultimo ha così superato Drake divenendo l'artista maschile ad averne accumulati di più, e al terzo posto in assoluto dietro Rihanna e Taylor Swift. Ha inoltre accumulato 28,1 milioni di riproduzioni in streaming e 26,3 milioni di ascoltatori radiofonici, salendo dalla 43ª posizione alla 33ª nella Radio Songs a seguito della sua prima settimana completa di rotazione radiofonica. La settimana successiva è sceso alla 13ª posizione.
Discorso analogo per il Canada, dove è risultata la canzone più scaricata della settimana, tanto da fare il suo ingresso direttamente al numero uno della Billboard Canadian Hot 100.
Nella Official Singles Chart britannica ha debuttato alla 4ª posizione con 37 614 copie distribuite, di cui il 2% è dovuto ai download a pagamento, durante la sua prima settimana di disponibilità. È diventata così la sedicesima top ten di Ariana Grande e la ventesima di Justin Bieber. In Irlanda ha fatto il suo ingresso alla 2ª posizione, bloccato per 800 unità da Rockstar di DaBaby, divenendo la quindicesima top ten della Grande e la ventesima di Bieber.
In Nuova Zelanda ha debuttato al vertice della classifica nazionale redatta dalla Recorded Music NZ, rendendola la quinta numero uno di Ariana Grande e la nona di Justin Bieber.

## Classifiche

### Classifiche settimanali
| Classifica (2020) | Posizione massima |
| ----------------- | ----------------- |
| Australia         | 3                 |
| Austria           | 8                 |
| Belgio (Fiandre)  | 16                |
| Belgio (Vallonia) | 11                |
| Canada            | 1                 |
| Corea del Sud     | 54                |
| Croazia           | 13                |
| Danimarca         | 5                 |
| Estonia           | 7                 |
| Finlandia         | 12                |
| Francia           | 29                |
| Germania          | 19                |
| Giappone          | 37                |
| Grecia            | 8                 |
| Irlanda           | 2                 |
| Islanda           | 8                 |
| Italia            | 23                |
| Libano            | 2                 |
| Lituania          | 5                 |
| Malaysia          | 1                 |
| Norvegia          | 4                 |
| Nuova Zelanda     | 1                 |
| Paesi Bassi       | 3                 |
| Polonia           | 45                |
| Portogallo        | 6                 |
| Regno Unito       | 4                 |
| Repubblica Ceca   | 6                 |
| Singapore         | 2                 |
| Slovacchia        | 19                |
| Spagna            | 34                |
| Stati Uniti       | 1                 |
| Svezia            | 8                 |
| Svizzera          | 7                 |
| Ungheria          | 5                 |

### Classifiche di fine anno
| Classifica (2020) | Posizione |
| ----------------- | --------- |
| Australia         | 52        |
| Belgio (Fiandre)  | 75        |
| Canada            | 66        |
| Corea del Sud     | 117       |
| Islanda           | 32        |
| Malaysia          | 5         |
| Nuova Zelanda     | 37        |
| Paesi Bassi       | 68        |
| Portogallo        | 104       |
| Regno Unito       | 100       |
| Stati Uniti       | 80        |
| Classifica (2021) | Posizione |
| Corea del Sud     | 153       |